# Формирање зуба
Формирање зуба (одонтогенеза) је сложен процес у коме се зуби развијају од ембрионалних ћелија, расту и ничу у усној дупљи. Мада постоје разлике у денталној морфологији различитих врста, развој зуба је мање-више сличан код животиња и људи. Примарна дентиција почиње да се развија између шесте и осме недеље трудноће, а формирање сталних зуба почиње у двадесетој недељи интраутериног живота плода. Велики број истраживања је био посвећен откривању процеса који иницирају развој зуба, и општеприхваћена је теза по којој је то фактор присутан у ткиву првог бранхијалног лука. Читав процес одонтогенезе се одвија кроз три главне фазе:
- фаза раста и развоја зуба,
- фаза ерупције и
- фаза оклузалне адаптације.

## Раст и развој
У току ове фазе долази до калцификације круне и формирања корена зуба. Раст и развој пролази кроз четири стадијума: стадијум заметка, стадијум капе, стадијум звона и стадијум формирања корена. Често није лако одредити у којем тачно стадијуму настаје и развија се одређени део зуба.

### Стадијум заметка
Стадијум заметка (брадавице или пупољка) почиње у шестој недељи интраутериног живота плода. Заметак је накупина ћелија, пореклом од ектодерма првог бранхијалног лука и ектомезенхима неуралне кресте. Ектодермални епител стомадеума (слузокоже примитивне усне дупље) почиње да буја и задебљава, и формира епителну гредицу елипсастог облика. Она се даље развија, спушта у дубину мезодерма и касније се дели на спољашњи и унутрашњи сегмент (примарна дентална ламина). На њој се у осмој недељи почињу формирати замеци првих млечних зуба (који уједно представљају и глеђне органе). Крајем четвртог месеца трудноће, стварањем глеђних органа, завршава се овај и почиње наредни стадијум.

### Стадијум капе
Овде се срећу први знаци уређености ћелија зубног пупољка. У стадијуму капе започиње калцификација глеђног органа, пролиферација епителних ћелија заметка у околни мезодерм и инвагинација базалног дела глеђног органа. Цео заметак у овој фази развоја има облик капе или врча, одакле и потиче име стадијума.

### Стадијум звона
У стадијуму звона се наставља пролиферација епитела и продубљивање инвагинације у базалном подручју глеђног органа. У удубљење ураста мезодерм и формира денталну папилу, од које ће настати зубна пулпа. Од мезенхимних ћелија развија се фоликуларна врећица, која са денталном папилом и глеђним органом чини зубну клицу.
Зубна пулпа са периферно распоређеним одонтобластима започиње стварање дентина (дентиногенеза), а глеђни орган помоћу амелобласта стварање глеђи (амелогенеза). Фоликуларна врећица формира фиброваскуларну капсулу око зуба у развоју, која је одговорна за нутрицију, а има и друге важне улоге. На крају стадијума звона почиње стварање кости у мезодерму, фоликул се трансформише у периодонтално ткиво, а од глеђног органа настаје секундарна дентална ламина (за допунске зубе). Такође глеђ и дентин формирају зону која ће постати глеђно-дентински спој.

### Стадијум формирања корена
Ова фаза се карактерише стварањем структуре коренова од Хертвигове епителне овојнице, која настаје у стадијуму звона од унутрашњег слоја глеђног органа. У овом периоду дешава се сазревање (матурација) зубног органа.

## Табела развоја
|                           | Горњи зуби        | Горњи зуби        | Горњи зуби | Горњи зуби  | Горњи зуби   | Горњи зуби | Горњи зуби | Горњи зуби |
| МЛЕЧНА ДЕНТИЦИЈА          | Централни секутић | Латерални секутић | Очњак      | Први кутњак | Други кутњак |            |            |            |
| ------------------------- | ----------------- | ----------------- | ---------- | ----------- | ------------ | ---------- | ---------- | ---------- |
| Почетак калцификације     | 14 н              | 18 н              | 20 н       | 20 н        | 24 н         |            |            |            |
| Комплетно формирана круна | 4 м               | 5 м               | 9 м        | 6 м         | 10 - 12 м    |            |            |            |
| Завршен раст корена       | 1,5—2 г           | 1,5—2 г           | 2,5—3 г    | 2 – 2,33 г  | 3 г          |            |            |            |
|                           | Доњи зуби         |                   |            |             |              |            |            |            |
| Почетак калцификације     | 18 н              | 18 н              | 20 н       | 20 н        | 24 н         |            |            |            |
| Комплетно формирана круна | 4 м               | 4,5 м             | 9 м        | 6 м         | 10 - 12 м    |            |            |            |
| Завршен раст корена       | 1,5—2 г           | 1,5—2 г           | 2,5—3 г    | 2 – 2,5 г   | 3 г          |            |            |            |

|                           | Горњи зуби        | Горњи зуби        | Горњи зуби | Горњи зуби      | Горњи зуби       | Горњи зуби  | Горњи зуби   | Горњи зуби   |
| СТАЛНА ДЕНТИЦИЈА          | Централни секутић | Латерални секутић | Очњак      | Први преткутњак | Други преткутњак | Први кутњак | Други кутњак | Трећи кутњак |
| ------------------------- | ----------------- | ----------------- | ---------- | --------------- | ---------------- | ----------- | ------------ | ------------ |
| Почетак калцификације     | 3 - 4 м           | 10 - 12 м         | 4 - 5 м    | 1,5 – 1,75 г    | 2 – 2,25 г       | при рођењу  | 2,5—3 г      | 7 - 9 г      |
| Комплетно формирана круна | 4 - 5 г           | 4 - 5 г           | 6 - 7 г    | 5 - 6 г         | 6 - 7 г          | 3 - 4 г     | 7 - 8 г      | 12 - 16 г    |
| Завршен раст корена       | 10 г              | 11 г              | 13 - 15 г  | 12 - 13 г       | 12 - 14 г        | 9 - 10 г    | 14 - 16 г    | 18 - 25 г    |
|                           | Доњи зуби         |                   |            |                 |                  |             |              |              |
| Почетак калцификације     | 3 - 4 м           | 3 - 4 м           | 4 - 5 м    | 1,75—2 г        | 2,25—2.5 г       | при рођењу  | 2,2—3 г      | 8 - 12 г     |
| Комплетно формирана круна | 4 - 5 г           | 4 - 5 г           | 6 - 7 г    | 5 - 6 г         | 6 - 7 г          | 2,5—3 г     | 7 - 8 г      | 12 - 16 г    |
| Завршен раст корена       | 9 г               | 10 г              | 12 - 14 г  | 12 - 13 г       | 12 - 14 г        | 9 - 10 г    | 14 - 15 г    | 18 - 25 г    |

Легенда: н = недеља (интраутериног развоја); м = месец (постнатално); г = година.

## Ерупција (ницање)
Ницање подразумева појављивање зуба у усној дупљи. Ерупција може да се подели на фазу активне и фазу пасивне ерупције (оклузалне адаптације). До овог процеса долази услед дељења пулпних ћелија, али тек након раста крунице зуба. Сматра се да је процес ницања завршен када зуб успостави контакт са антагонистом из супротне вилице.
Фаза активне ерупције обухвата три етапе: интраосеалну, трансгингивалну и супрагингивалну. Прва етапа траје до успостављања контакта између глеђи и базалне мембране (ламине) оралног епитела. Друга фаза подразумева раст зуба кроз структуре слузокоже и његово појављивање у оралној дупљи. Након тога следи завршна (супрагингивална) етапа, која се окончава потпуним ницањем зуба.
|            | Млечна дентиција  | Млечна дентиција  | Млечна дентиција | Млечна дентиција | Млечна дентиција | Млечна дентиција | Млечна дентиција | Млечна дентиција |
| ---------- | ----------------- | ----------------- | ---------------- | ---------------- | ---------------- | ---------------- | ---------------- | ---------------- |
|            | Централни секутић | Латерални секутић | Очњак            | Први преткутњак  | Други преткутњак | Први кутњак      | Други кутњак     | Трећи кутњак     |
| Горњи зуби | 7,5 м             | 9 м               | 19 м             |                  |                  | 14 м             | 24 м             |                  |
| Доњи зуби  | 6 м               | 7 м               | 16 м             |                  |                  | 12 м             | 20 м             |                  |
|            | Стална дентиција  |                   |                  |                  |                  |                  |                  |                  |
|            | Централни секутић | Латерални секутић | Очњак            | Први преткутњак  | Други преткутњак | Први кутњак      | Други кутњак     | Трећи кутњак     |
| Горњи зуби | 7 - 8 г           | 8 - 9 г           | 11 - 12 г        | 10 - 11 г        | 11 - 12 г        | 6 - 7 г          | 12 - 13 г        | 17 - 21 г        |
| Доњи зуби  | 6 - 7 г           | 7 - 8 г           | 9 - 10 г         | 10 - 11 г        | 11 - 12 г        | 6 - 7 г          | 11 - 13 г        | 17 - 21 г        |

Легенда: м = месец (постнатално); г = година.

## Оклузална адаптација
Оклузална адаптација представља пасивну ерупцију зуба (функционалну еруптивну фазу), у чијој се основи налази процес абразије. Даље ницање зуба је онемогућено оклузалним контактима антагониста, осим у случају губитка зуба када се јавља екструзија његовог опонента из супротне вилице. У току ове фазе се завршава раст и развој коренова, успостављају стабилни оклузални односи и др.

## Фактори који утичу на развој зуба
На развој и брзину ницања зуба могу деловати хормони штитне жлезде и хормон раста. Осим тога, на депоновање соли у зубима у раном стадијуму њиховог развоја делују количина калцијума, фосфата и флуора у храни, витамини A, Д и Ц, паратиреоидни хормон и сл. Калцијум и фосфор су неопходни за правилно формирање кристала хидроксиапатита у глеђи, а на њихову концентрацију у крви утиче витамин Д. Витамин А је потребан за структуру кератина, а витамин Ц за колаген. Флуор се инкорпорира у структуру хидроксиапатита зуба у развоју и чини га отпорнијим на деминерализацију и каријес.
Када су сви ови фактори нормални структуре зуба се правилно развијају, а у супротном развој и структура зубних органа могу бити озбиљно поремећени.

## Морфогенеза
Физиолошки процеси у току морфогенезе су подељени у неколико фаза:
- фаза иницијације (у којој настају замеци зуба),
- фаза пролиферације (која утиче на њихову величину и пропорције),
- фаза хистодиференцијације (када настају глеђ и ћелије које стварају дентин — одонтобласти),
- фаза морфодиференцијације (када се одређује облик и величина зуба), и
- фаза апозиције (која обухвата депоновање глеђи и дентина).

## Ресорпција и испадање
Ово су физиолошки процеси, који омогућавају природну смену млечних и сталних зуба. Наиме, код заменских зуба се (пре њиховог ницања) на периферији клице будућег зуба појављује ресорптивно ткиво. Оно садржи специјализоване ћелије остеокласте, које разграђују корен млечног зуба идући од врха корена ка врату зуба. На тај начин се ствара простор за сталну дентицију. Када је ресорпција корена завршена, круна постаје толико лабава да најчешће веома лако испада. Тај процес се назива ексфолијација.

## Развој зуба код животиња
Развој зуба код осталих сисара је веома сличан развоју зуба код човека. Разлике не леже у механизмима који се налазе у основи овог процеса већ у морфологији, броју зуба, времену потребном за њихов развој итд.
Структура глеђи код сисара је готово идентична оној код људи. Амелобласти и глеђни орган се идентично развијају и функционишу. Ипак, изузетак представљају глодари код којих не долази до инволуције амелобласта, тако да они током целог живота стварају глеђ. Ово их приморава да троше зубе глодањем различитих материјала. Код њих је и структура глеђи нешто другачија у односу на друге сисаре. Код коња су слојеви глеђи и дентина испреплетени, што повећава отпорност и смањује трошење зуба.
За разлику од других животиња, код ајкула зуби расту током целог живота. С обзиром да они немају коренску подршку, ајкуле веома лако губе зубе током угриза и стога они морају стално да се замењују. Зоолози су израчунали да просечна ајкула годишње може да изгуби и до 2.400 зуба. Зуби ајкуле настају од модификоване крљушти у близини језика, расту у редовима изван вилице док се не развију у потпуности, и након тога се користе и евентуално испадају.

## Узгајање у лабораторији
Група научника са Универзитета за науку у Токију је почетком 2007. године успешно извела експеримент „узгајања“ и пресађивања зубних органа у вилицу миша. Они су инјектирали мезенхималне и епителијалне ћелије у структуру колагена и 14 дана пратили како расту и диференцирају се сви структурни елементи зуба. Потом си их пресадили у кавитет претходно извађеног зуба и ови су нормално израсли и развили се.
Метода коју су користили јапански научници је први пут показала, да је могуће од неколико ћелија развити цео орган.

## Поремећаји у току развоја
У току развоја зуба могу да се јаве различити поремећаји, болести и аномалије.

### Болести ницања
Током ницања зуба примарне дентиције често долази до локалних промена попут: црвенила, свраба, појачаног лучења пљувачке, губитка апетита и сл. Код сталних зуба ове промене су обично ређе присутне и углавном се везују за ницање умњака.
Осим овога могу се јавити и различити поремећаји као нпр. преурањено или касно ницање зуба (услед различитих болести или локалних промена), перзистирање млечног зуба у усној дупљи јер његов заменски зуб није изникао итд.

### Аномалије
У току развоја могу да се јаве разне зубно-виличне неправилности у виду поремећаја броја, облика, положаја зуба итд.
Абнормалан број зуба најчешће има конгениталну етиологију и настаје као резултат неког поремећаја у почетној фази развоја. Прекобројни или споредни зуби (лат. hyperdontia) се могу јавити у обе дентиције и најчешће имају нормалан морфолошки изглед, али својим обликом и величином одударају од осталих зуба у вилици. Урођени недостатак зуба се јавља код 5% популације и настаје као последица развојних поремећаја (агенезе), а не уклештења зуба. Потпуни недостатак зуба се јавља веома ретко. Он је такође чешће присутан у сталној дентицији и настаје као последица ектодермалних поремећаја.
Дистрофије (промене у димензији, структури и облику зуба) се јављају као последица нутритивних поремећаја у току стадијума заметка, и могу бити урођене и стечене. Гигантизам или макродонција се јавља у две варијанте: права макродонција (лат. gigantismus hyperphysaria), која се одликује увећањем свих зуба, и лажна макродонција која се карактерише увећањем појединачних зуба. Микродонција се јавља код млечних, сталних и прекобројних зуба, и такође има две форме (лажну и праву). Осим ових најчешћих поремећаја, у дистрофије се убрајају и друге аномалије попут: ерозија, аномалија квржица итд.

### Трауматска оштећења
Услед неправилног ницања зуба може да дође до оштећења околних ткива и структура: контузија, трауматске алвеолизе (разарања коштаних структура алвеола), абразија, клаћења зуба, напрслина, прелома и сл.